# Subdivisões do Burundi
O Burundi está dividido em 17 províncias. Por sua vez, as províncias subdividem-se em 117 comunas, e estas em 2.639 colinas (do francês, Colline).

## Províncias

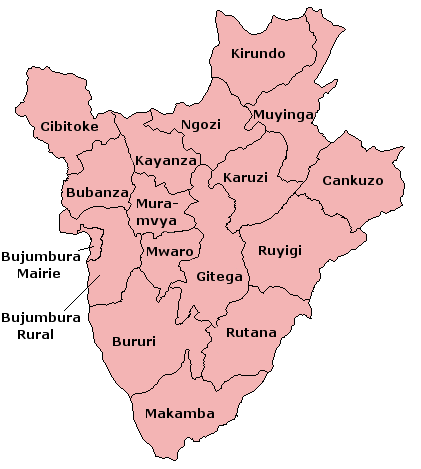
Províncias do Burundi

- Bubanza
- Bujumbura Mairie
- Bujumbura Rural
- Bururi
- Cankuzo
- Cibitoke
- Guitega
- Karuzi
- Kayanza
- Kirundo
- Makamba
- Muramvya
- Muyinga
- Mwaro
- Ngozi
- Rutana
- Ruyigi

## Comunas

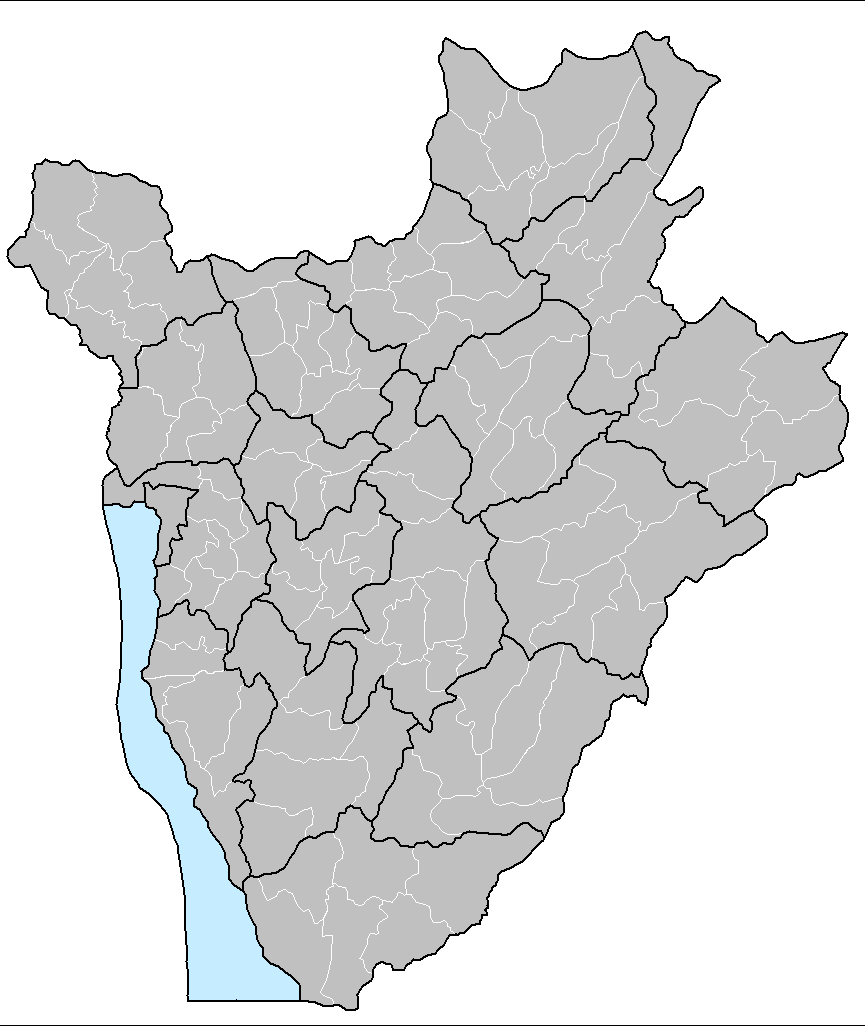
Comunas do Burundi

Lista de comunas do Burundi por província:

### Província deBubanza
- Bubanza
- Gihanga
- Musigati
- Mpanda
- Rugazi

### Província deBujumbura Mairie
- Bujumbura Mairie
- Buyenzi
- Bwiza
- Ngagara
- Nyakabiga
- Musaga
- Kanyosha
- Kamenge
- Kinama
- Rohero

### Província deBujumbura Rural
- Bugarama
- Isale
- Kabezi
- Kanyosha
- Mubimbi
- Mugongomanga
- Muhuta
- Mukike
- Mutambu
- Mutimbuzi
- Nyabiraba

### Província deBururi
- Burambi
- Bururi
- Buyengero
- Matana
- Mugamba
- Rumonge
- Rutovu
- Songa
- Vyanda

### Província deCankuzo
- Cankuzo
- Cendajuru
- CGisagara
- Kigamba
- Mishiha

### Província deCibitoke
- Buganda
- Bukinanyana
- Mabayi
- Mugina
- Murwi
- Rugombo

### Província deGuitega
- Bugendana
- Bukirasazi
- Buraza
- Giheta
- Gishubi
- Guitega
- Itaba
- Makebuko
- Mutaho
- Nyanrusange
- Ryansoro

### Província deKaruzi
- Bugenyuzi
- Buhiga
- Gihogazi
- Gitaramuka
- Mutumba
- Nyabikere
- Shombo

### Província deKayanza
- Butaganzwa
- Gahombo
- Gatara
- Kabarore
- Kayanza
- Matongo
- Muhanga
- Muruta
- Rango

### Província deKirundo
- Bugabira
- Busoni
- Bwambarangwe
- Gitobe
- Kirundo
- Ntega
- Vumbi

### Província deMakamba
- Kayogoro
- Kibago
- Mabanda
- Makamba
- Nyanza-Lac
- Vugizo

### Província deMuramvya
- Bukeye
- Kiganda
- Mbuye
- Muramvya
- Rutegama

### Província deMuyinga
- Buhinyuza
- Butihinda
- Gashoho
- Gasorwe
- Giteranyi
- Muyinga

### Província deMwaro
- Bisoro
- Gisozi
- Kayokwe
- Ndava
- Nyabihanga
- Rusaka

### Província deNgozi
- Busiga
- Gashikanwa
- Kiremba
- Marangara
- Mwumba
- Ngozi
- Nyamurenza
- Ruhororo
- Tangara

### Província deRutana
- Bukemba
- Giharo
- Gitanga
- Mpinga-Kavoye
- Musongati
- Rutana

### Província deRuyigi
- Butaganzwa
- Butezi
- Bweru
- Gisuru
- Kinyinya
- Nyabitsinda
- Ruyigi